# Mathe d'Albret
Pour les autres membres de la famille, voir Maison d'Albret.
Mathe d'Albret, née entre 1298 et 1307 et morte peu après le 30 août 1338, est une dame noble de Gascogne appartenant à la maison d'Albret. Fille d'un grand seigneur, Amanieu VII d'Albret et de Rose de Bourg, elle est mariée deux fois, très jeune. Elle meurt sans enfant.
Son premier mariage en 1309 avec Arnaud Raimond, vicomte de Tartas, permet à la famille d'Albret de s'approprier la vicomté de Tartas.
Ensuite, son second mariage en 1314 avec Élie Rudel V seigneur de Bergerac et de Pons sous le nom de Renaud, permet à Mathe, de concert avec son frère Bernard Ezi d'Albret, de mettre la main sur les seigneuries de Gensac, Miremont (lieu probablement situé dans la seigneurie de Gensac) et Castelmoron en 1324. Dix ans après, en 1334, elle profite de la faiblesse de son mari, peut-être handicapé, pour acquérir les seigneuries de Montignac, Montcucq (commune de Pomport) et Pujols dans la sénéchaussée de Carcassonne (sans doute la commune actuelle de Pouzols-Minervois).
À la mort de son mari en 1334, l'héritage de ce dernier est disputé entre différents héritiers. Mathe ne contrôle pas Bergerac mais conserve presque toutes les seigneuries qu'elle a acquises. Au début de la guerre de Cent Ans, un accord avec le roi d'Angleterre lui permet d'acquérir d'autres terres plus proches du cœur du patrimoine des Albret. À sa mort en 1338, son héritage passe à son frère aîné Bernard Ezi d'Albret.

## Biographie
Mathe d'Albret est la seconde fille d'Amanieu VII d'Albret et de Rose de Bourg. Elle n'est pas encore mentionnée dans le premier testament de sa mère, le 17 février 1298. On en conclut donc qu'elle n'était pas encore née. Mathe est citée pour la première fois dans le codicille de sa mère du 25 mars 1307 puis dans le testament de son père du 11 août 1308. Elle a au moins cinq frères et cinq sœurs légitimes.

### Premier mariage et mainmise des Albret sur Tartas
Mathe épouse le 5 janvier 1309 Arnaud Raimond, vicomte de Tartas. Elle est alors âgée d'à peine onze ans, au maximum. D'après les calculs de Jean Bernard Marquette, les filles de la maison d'Albret sont mariées pour la première fois à un âge moyen compris entre douze et quatorze ans.
Ce mariage est la seconde alliance entre la famille d'Albret et celle de Tartas, la première remontant à l'arrière-grand-père de Mathe, Amanieu V d'Albret, époux d'Assaride de Tartas. Pour ce mariage, Mathe reçoit de son père 4 000 livres bordelaises de dot en échange de sa renonciation à son héritage, tant paternel que maternel. Ce mariage est le second d'Arnaud Raimond de Tartas, veuf de Condor de l'Isle. Comme le premier, il est stérile, alors qu'Arnaud Raimond a par ailleurs des enfants bâtards.
Mathe devient veuve très rapidement, dès 1312. En effet, son mari établit son dernier codicille le 6 avril 1312 et meurt très peu de temps après. Dès le 9 avril 1312, le père de Mathe, Amanieu VII d'Albret, met la main sur la vicomté de Tartas. Or, même s'il descend effectivement des vicomtes de Tartas par sa grand-mère Assaride de Tartas, Amanieu VII d'Albret n'est pas le plus proche parent du défunt vicomte, cette place dans le réseau familial étant occupée par Yolande del Soler, femme de Raimond de Fronsac.
La mainmise d'Amanieu VII d'Albret sur la vicomté de Tartas s'explique plutôt par le mariage de sa fille Mathe avec le dernier vicomte. En effet, au cas où il mourrait le premier, ce qui advient, Arnaud Raimond de Tartas a prévu un douaire pour sa femme, assigné sur la vicomté de Tartas et le château de Clermont. Ainsi, le père, en prenant possession de ces terres, garantit les revenus de sa fille. De plus, Amanieu VII d'Albret a déjà acheté un certain nombre de terres au vicomte de Tartas avant la mort de celui-ci. Pour obtenir l'accord de l'héritière légitime de la vicomté de Tartas, Yolande del Soler, Amanieu VII conclut un mariage entre le fils de cette dernière, Raimond de Fronsac, et une des sœurs de Mathe, Assaride d'Albret.

### Remariage avec Élie Rudel V de Bergerac

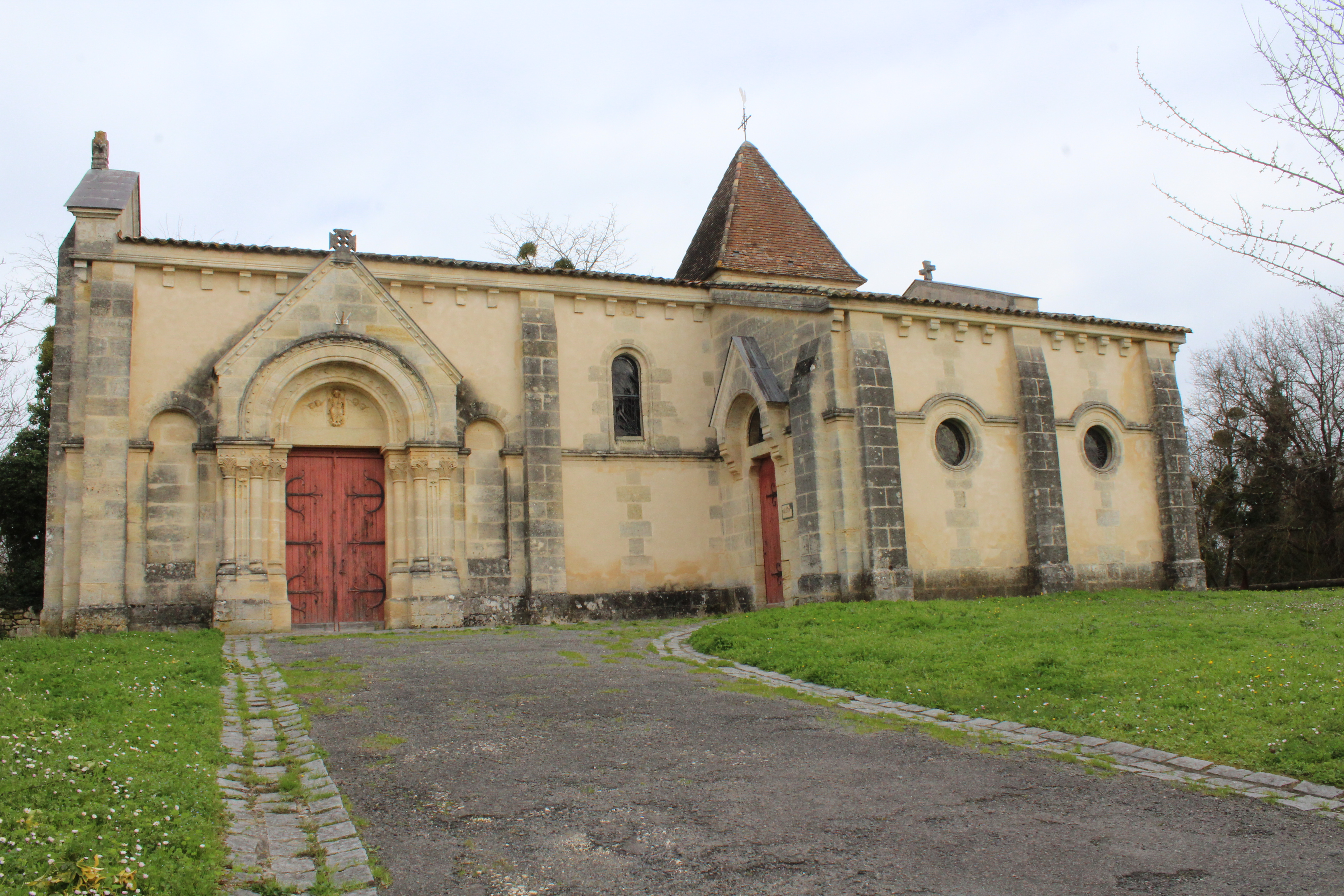
L'église Saint-Michel de Marcamps en 2021.

En 1314, âgée de tout au plus seize ans, Mathe se remarie avec Élie Rudel V seigneur de Bergerac, aussi appelé Renaud de Pons. C'est un seigneur puissant, héritier des seigneuries de Bergerac, Montcucq (commune de Pomport), Pons, Montignac, Gensac et Castelmoron. Il est assisté par sa grand-mère, Yolande de Lusignan, veuve d'Élie Rudel IV de Bergerac. Ce mariage a lieu dans l'église de Marcamps, le 2 mai 1314, aux premières heures du matin, entre le lever du soleil et prime,.
Pour ce second mariage, le père de Mathe la dote de 15 000 livres tournois et lui offre un trousseau estimé plus tard à 2 000 livres. Cette dot est payable en trois échéances : un tiers au comptant, un tiers avant Pâques 1315 (le 23 mars 1315) et un tiers avant la Toussaint 1315 et il semble bien qu'elle est payée comme prévu, sauf un léger retard pour le dernier tiers versé en janvier 1316, par Amanieu VII d'Albret.

### Les donations extraordinaires d'Élie Rudel V
Par un acte daté du 13 juillet 1317, Élie Rudel V donne à Mathe la seigneurie de Pons, dans le cas où il mourrait avant elle sans enfant. Il augmente ainsi considérablement son douaire, déjà constitué d'une rente de 1 000 livres assignée sur les revenus de Gensac et de Castelmoron. L'année suivante, le 10 juin 1318, Élie Rudel et Mathe établissent d'autres actes : Mathe apporte à son mari, en augmentation de dot, 30 000 livres tournois et celui-ci lui donne 30 000 livres tournois de plus. L'ensemble est assigné sur les revenus des seigneuries de Pons et de Bergerac. Si Élie Rudel meurt avant Mathe, celle-ci percevra ces revenus jusqu'au remboursement de la somme totale, 60 000 livres tournois. De plus, il lui donne la seigneurie de Bergerac de manière viagère.
Enfin, le même jour, Élie Rudel rédige son testament, par lequel il reconnaît comme légataire universelle sa sœur Jeanne de Pons, mariée au comte de Périgord Archambaud IV, ce qui paraît logique, mais dans lequel il confirme les dons précédents à sa femme. Or, à cause de ces dons, toutes les terres d'Élie Rudel sont hypothéquées. L'héritage de sa sœur Jeanne est donc réduit à presque rien. En pratique, elle est déshéritée. Ces actes sont entourés de précautions qui traduisent leur caractère très inhabituel : ils sont scellés de multiples sceaux, celui d'Élie Rudel, mais aussi ceux de représentants du roi d'Angleterre Édouard II, duc d'Aquitaine et du roi de France Philippe V. Ces actes sont également accompagnés de sanctions fortes si les héritiers venaient à ne pas en respecter les clauses.
Selon l'historien Jean-Bernard Marquette, la meilleure hypothèse pour expliquer ces donations extraordinaires est que le seigneur de Bergerac souffre d'un handicap mental et est manipulé par Mathe, son frère Bernard Ezi d'Albret et leur père Amanieu VII d'Albret, qui cherchent à s'approprier l'héritage familial des seigneurs de Bergerac.

### L'acquisition de Gensac, Miremont et Castelmoron

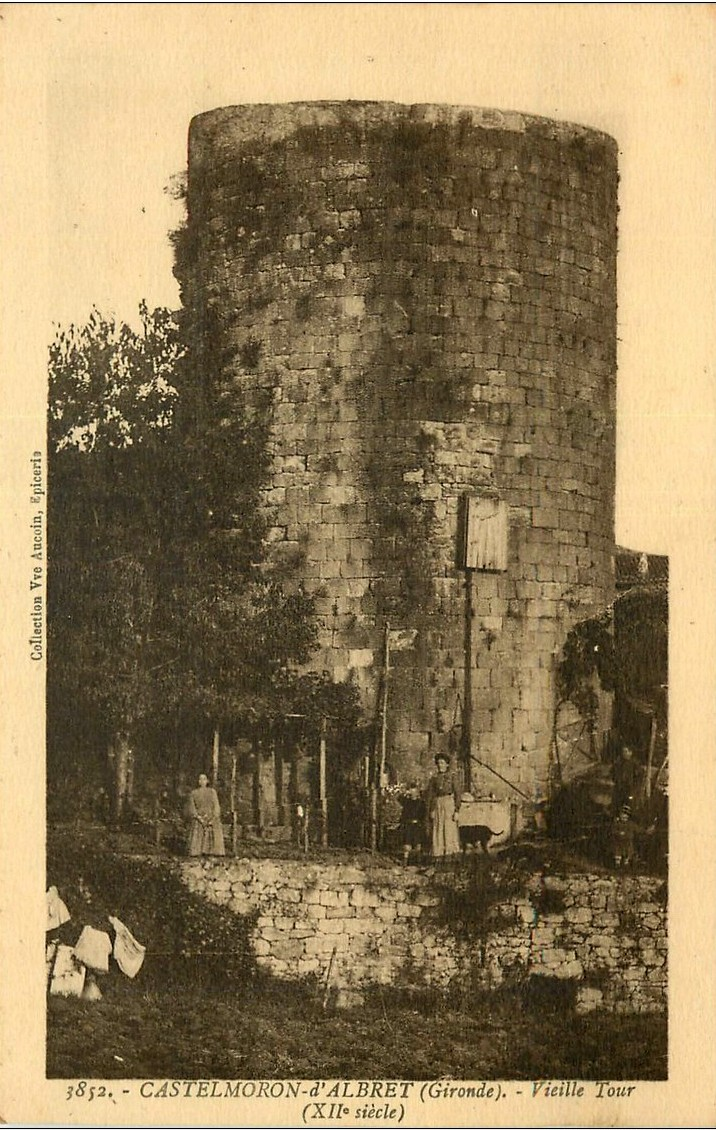
Tour de Castelmoron-d'Albret. Carte postale du début du XXe siècle.

Mathe d'Albret met la main sur les seigneuries de Gensac, Miremont (lieu probablement situé dans la seigneurie de Gensac) et Castelmoron par une opération complexe, en trois étapes. Le 5 juillet 1324, Élie Rudel remet ces trois seigneuries à son cousin Renaud de Pons seigneur de Ribérac, justifiant cette générosité par les liens de parenté qui les unissent. Ce comportement anormal pour un seigneur du XIVe siècle conforte l'hypothèse du trouble mental d'Élie Rudel. En apparence, ce don est contraire aux intéréts de Mathe, dont le douaire est assigné sur ces seigneuries. En réalité il n'en est rien. En effet, trois semaines plus tard, le 26 juillet 1324 Renaud de Pons seigneur de Ribérac remet les châteaux de Gensac, Miremont et Castelmoron à Bernard Ezi d'Albret pour solder une dette de 30 000 livres tournois et ce dernier, le 9 août suivant, vend à sa sœur Mathe ces trois seigneuries, pour le même montant. Le prêt à Renaud de Pons seigneur de Ribérac, dont la femme Jeanne d'Albret est la sœur de Bernard Ezi d'Albret et de Mathe, est sans doute une fiction qui permet de justifier l'opération de lui conserver les apparences de la légalité.
Lors de la guerre de Saint-Sardos en 1324 Mathe d'Albret rallie le camp du roi d'Angleterre et duc d'Aquitaine Édouard II, — auquel elle remet ses châteaux de Gensac, Miremont et Castelmoron — comme son frère cadet Bérard, alors que son père Amanieu VII, son frère aîné Bernard Ezi et son mari Élie Rudel restent fidèles au roi de France, Charles IV. Les Albret jouent sur les deux tableaux. En 1325, Mathe d'Albret récupère ses châteaux. En 1330, elle obtient du roi de France Philippe VI, dont elle est vassale pour Castelmoron, des lettres reconnaissant qu'elle est en possession de Gensac, Miremont et Castelmoron.

### L'acquisition de Montignac, Montcucq et Pujols
En janvier 1333, Mathe et surtout son frère Bernard Ezi se lancent dans un procès contre Élie Rudel pour lui réclamer le paiement de la dot, de l'augmentation de dot et de la donation pour noces, le tout estimé à 77 000 livres tournois. Par l'intermédiaire de son procureur, le licencié en droit Arnaud de Gaillac puis Guillaume d'Oslon, Mathe reproche à son mari sa prodigalité, listant les nombreux dons, jugés exagérés, qu'il fait à ses vassaux. Malgré l'intervention de la sœur d'Élie Rudel, Jeanne de Pons, et du mari de celle-ci, le comte de Périgord Archambaud IV, Élie Rudel est finalement condamné par le sénéchal du Périgord, le 18 mai 1334, à verser 77 000 livres tournois à Mathe.
Le 17 juin 1334, Élie Rudel ratifie cette sentence et, comme il ne peut pas payer, fait don à Mathe des seigneuries de Montignac et Montcucq (commune de Pomport) ainsi que de celle de Pujols dans la sénéchaussée de Carcassonne (sans doute la commune actuelle de Pouzols-Minervois). Comme la valeur de ces seigneuries n'atteint pas la somme due, il y ajoute une hypothèque sur la seigneurie de Bergerac, dont Mathe percevra les revenus jusqu'à concurrence de 20 000 livres tournois,.
Aux seigneuries de Gensac, Miremont et Castelmoron acquises dix ans plus tôt en 1324, Mathe ajoute ainsi celles de Montignac, Montcucq et Pujols et partiellement celle de Bergerac. Des possessions de son mari Élie Rudel, ne lui échappe que la seigneurie de Pons. Quant à Élie Rudel, il meurt quelques jours après, entre le 19 juin et le 22 juin 1334, âgé d'un peu plus de trente ans. Jean-Bernard Marquette suppose qu'en plus de son handicap mental, il a peut-être également une infirmité physique. En tous cas, il est pendant une vingtaine d'années le jouet d'un entourage cupide, dont sa femme Mathe d'Albret et le frère de celle-ci, Bernard Ezi V d'Albret.

### Les procès pour la succession d'Élie Rudel V
Le règlement de la succession d'Élie Rudel V après son décès sans enfant en juin 1334 est à l'origine d'un des plus grands procès du XIVe siècle . Dès la mort Élie Rudel V, un conflit éclate entre d'une part la veuve, Mathe d'Albret, et d'autre part la sœur du défunt, Jeanne de Pons et son mari, Archambaud IV de Périgord. Ce dernier prend possession de Bergerac dès le 22 juin, tandis que Mathe s'installe à Montignac le 27 juin et rend hommage au roi de France, par l'intermédiaire du sénéchal du Périgord Pierre de Marmande, pour les seigneuries de Montignac et de Montcuq, au mois de juillet. Ainsi, la maison d'Albret met la main sur Montignac et Montcucq.
En ce qui concerne Bergerac, Mathe affirme en avoir pris possession dès le 18 juin, du vivant de son mari et conteste l'appropriation de la ville par le comte de Périgord et sa femme le 22 juin. Les hommes du comte de Périgord, après avoir occupé la ville, font le siège du château où sont réfugiés les gens de Mathe et finalement le conquièrent. Mathe, réclamant Bergerac, porte plainte auprès du sénéchal de Périgord et obtient le soutien du roi de France. Toutefois, les décès successifs de Jeanne de Pons et de son mari Archambaud IV de Périgord à l'été et à l'automne 1334 amènent de nouveaux développements.
En effet, différents héritiers contestent à Mathe les possessions qu'elle a acquises. Son beau-frère Renaud de Pons seigneur de Ribérac prétend avoir droit à la seigneurie de Bergerac par ses ancêtres mais ne réclame pas les seigneuries de Montignac et de Montcuq, sans doute parce qu'il a été le complice de Mathe lors de l'appropriation par les Albret de Gensac et de Castelmoron. Un autre prétendant à l'héritage de Jeanne de Pons et d'Élie Rudel V est leur oncle, François de Lévis, frère de leur mère Isabelle de Lévis. Il prétend récupérer la dot de sa sœur et fait occuper par ses gens le château de Pujols en septembre 1334.
Les autres compétiteurs sont Robert II de Matha, sa sœur Jeanne et le mari de celle-ci, Jean de Thouars seigneur de Pouzauges. Robert de Matha et sa sœur sont, par leur mère Yolande de Pons, des cousins germains d'Élie Rudel V et de Jeanne de Pons. Robert de Matha cherche à prêter hommage au roi de France pour la seigneurie de Bergerac et engage un procès en octobre 1334. Deux mois après, en décembre, Jean de Thouars réclame au nom de sa femme la ville de Bergerac (alors contrôlée par Roger-Bernard de Périgord, frère d'Archambaud IV) et les seigneuries de Montignac et Montcuq (possédées par Mathe).

### Accord avec le roi d'Angleterre
En 1335, la procédure concernant l'héritage d'Élie Rudel V et de Jeanne de Pons est portée devant le Parlement de Paris, qui décide en 1336 de placer la seigneurie de Bergerac sous la main du roi de France. Bergerac échappe ainsi définitivement aux différents protagonistes qui la réclament. Ce procès passe au second plan à cause du déclenchement de la guerre de Cent Ans en 1337. Les Albret, Mathe et ses frères Bernard Ezi d'Albret, Bérard d'Albret seigneur de Vayres et Guitard d'Albret vicomte de Tartas choisissent le parti de leur seigneur en Gascogne, le roi d'Angleterre Édouard III.
Ainsi Mathe, à la fin de 1337 ou au début de 1338, conclut un accord avec le roi d'Angleterre Édouard III, duc d'Aquitaine,. Elle lui cède la garde des seigneuries de Gensac, Miremont, Castelmoron et Montcuq pour la durée de la guerre, en s'en réservant l'usufruit. Elle lui donne les seigneuries de Bergerac (qu'en fait elle ne possède pas) et de Montignac. Elle reçoit en échange les seigneuries de Montendre, Condat (manoir dans la commune actuelle de Libourne), Labouheyre, le pays de Brassenx, la prévôté de Born et de Mimizan, en possession perpétuelle. Cet accord est particulièrement profitable à Bernard Ezi d'Albret, qui, à la mort de sa sœur Mathe est son héritier et récupère ainsi des terres proches de sa seigneurie de Labrit. En effet, ces terres des landes de Gascogne sont situées entre Labrit et l'Océan Atlantique et agrandissent le patrimoine des Albret.

### Héritage et legs pieux

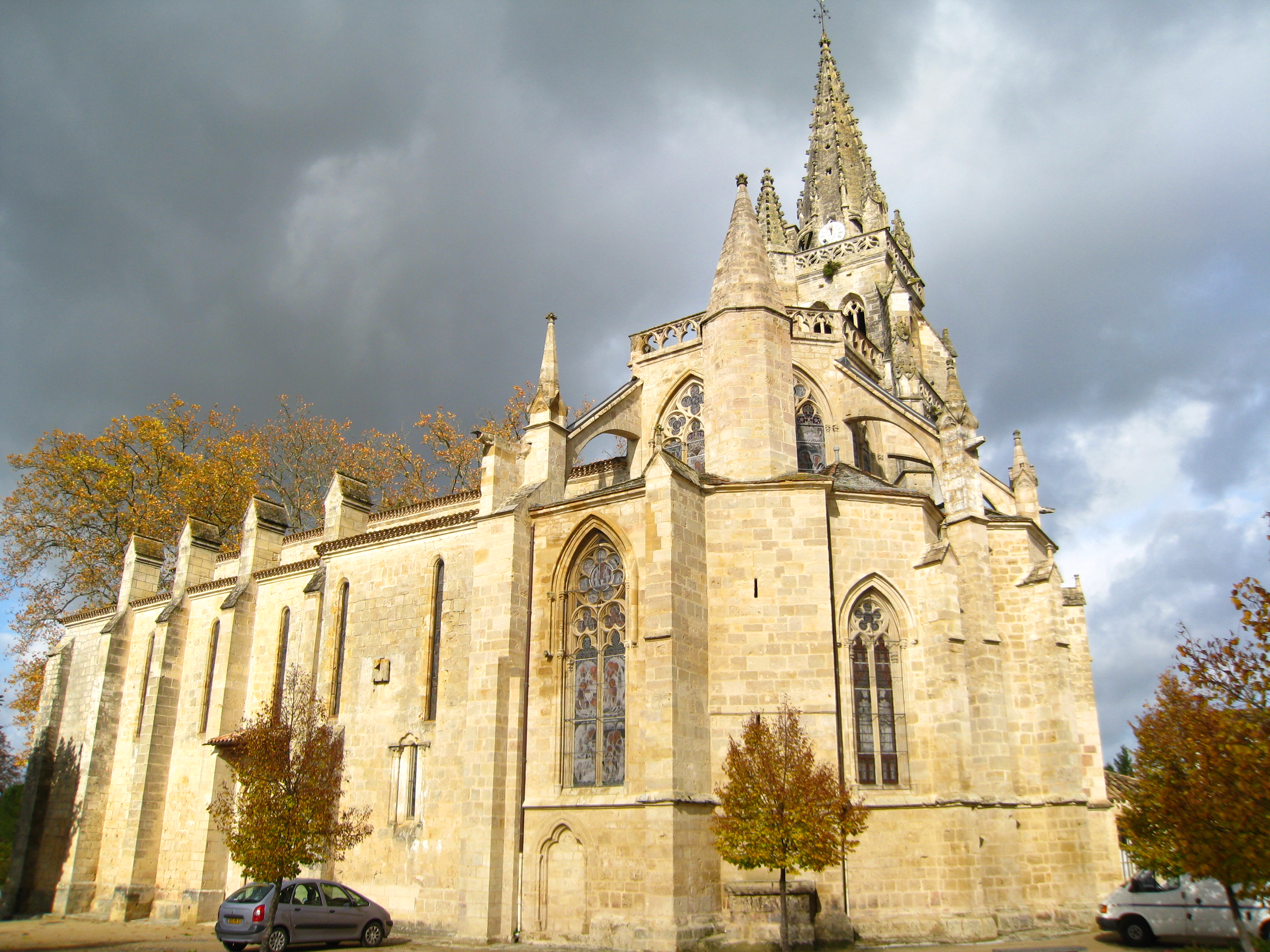
La collégiale Notre-Dame d'Uzeste en 2008.

Sans enfant de ses deux mariages, Mathe d'Albret teste le 30 août 1338 et meurt peu après, âgée de 40 ans au maximum. Elle laisse l'essentiel de son héritage à son frère aîné Bernard Ezi d'Albret.
Dans son testament, elle distribue ses bijoux (couronne d'or, pierres précieuses, croix dorée...) aux membres de sa famille : son frère et sa sœur, sa belle-sœur et sa nièce et lègue une rente aux franciscains de Casteljaloux. Elle crée des chapellenies à Gensac et à Castelmoron, mais elle demande à être ensevelie dans la collégiale Notre-Dame d'Uzeste, comme le pape Clément V,. Cette décision correspond à la fois à une dévotion particulière envers la Vierge Marie et au désir de reposer dans un lieu apaisé après une vie agitée. Ses dons envers cette église sont importants : elle y fonde une chapellenie dotée de cinquante livres de revenus, organise des versements réguliers de fonds et donne à son trésor des objets précieux. Comme pour beaucoup de membres de sa famille, on ignore comment était sa tombe, qui a disparu.